# Trojčlenka
Trojčlenka je mechanický matematický postup, používaný při výpočtech přímé a nepřímé úměrnosti.
Přínos trojčlenky spočívá v možnosti vyřešení úlohy při absenci (vyššího) abstraktního uvažování – jedná se o typovou situaci, na kterou je možné převádět problémy z reálného, mimoškolního světa. Počtář nemusí přepočítávat problém na základní jednotku (ta ho v takových situacích totiž nemusí zajímat), řeší pouze předem dané velikosti čísel. S nadsázkou tak lze trojčlenku označit za kybernetickou černou skříňku = mechanismus, jehož vnitřní funkčnost není a z principu nemusí být známa. Typickým případem využití trojčlenky je zjištění výsledné ceny zboží, zjištění potřebné doby pro odvedení práce, výpočty poměrů chemických látek apod.

## Rozbor
Základní trojčlenka je charakteristická těmito vlastnostmi:
- vždy pracuje s dvěma veličinami (např. objemem práce a počtem pracovníků);
- na jejím vstupu jsou vždy tři (vzájemně početně operabilní) čísla, nejčastěji reálná a na výstupu právě jedno takové číslo; každé z těchto čtyř čísel vždy přináleží právě jedné této veličině;
- vždy je zachována přímá nebo nepřímá úměrnost dvou vstupních hodnot reprezentujících rozdílné veličiny pro hodnotu třetí;
- vždy hledáme adekvátní hodnotu poměru (v případě přímé úměrnosti) nebo součinu (v případě nepřímé úměrnosti);
- při grafickém znázornění výpočtu pomocí šipek je jimi určován i směr výkonu početních operací.

### Řešená otázka
Trojčlenka řeší příklady přímé a nepřímé úměrnosti. Typickým příkladem přímé úměrnosti je výpočet ceny za zboží. Jestliže 150 g jablek stojí 19,50 Kč, kolik stojí 350 g jablek? Konkrétní cena kupovaných jablek se úměrně zvyšuje se zvýšením hmotnosti kupovaných jablek. Naopak o nepřímou úměrnost se jedná například při výpočtu času stahování souboru do počítače z internetu, která je nepřímo úměrně závislá na rychlosti připojení modemu. Se zvýšením rychlosti připojení modemu se úměrně snižuje čas, za nějž je soubor stažen.
Klasický, obvykle vyučovaný postup je následující (případ jablek): Výpočet ceny za 1 g (jakási měrná jednotka) a posléze vynásobení této jednotky (1 g) požadovaným množstvím (v našem případě 350). Tento logický postup může být někdy složitější než v případě našich jablek. Trojčlenka slouží právě k zjednodušení tohoto postupu a rychlejšímu výpočtu.

#### Přímá úměrnost teoreticky
Matematicky lze problematiku trojčlenky a ceny za jablka popsat následovně:
Známe dvojici čísel a (150 g jablek), b (19,50 Kč za 150 g jablek) a dále číslo c (350 g jablek), ke kterému chceme najít číslo x (cena za 350 g jablek) tak, aby dvojice c, x byla přímo úměrná dvojici a, b.
Odborně řečeno, zabýváme se řešením soustavy dvou lineárních rovnic o dvou neznámých:
k (cena za 1 g jablek), která se vyskytuje v obou rovnicích a
x, která je pouze v jedné.
{\displaystyle {\begin{matrix}{a\cdot k}&=&b\\{c\cdot k}&=&x\end{matrix}}}
Trojčlenku používáme v takových situacích, kdy nás hodnota k (cena za 1 gram) nezajímá, zato chceme co nejrychleji najít x a tedy konstantu k z obou rovnic můžeme porovnat.
Ve výše uvedené soustavě rovnic lze vyjádřit k:
{\displaystyle k={\frac {b}{a}}}
{\displaystyle k={\frac {x}{c}}}
Protože nás k nezajímá a je shodná v obou rovnicích, můžeme rovnice sloučit do vlastního zápisu trojčlenky:
{\displaystyle {b \over a}={x \over c}}
A vyjádřit x:
{\displaystyle x={b\cdot c \over a}}

#### Nepřímá úměrnost teoreticky
Příklad s jablky byl příkladem přímé úměrnosti, čím více jablek, tím vyšší cena. V případě nepřímé úměrnosti je soustava rovnic následující:
{\displaystyle {\begin{matrix}{a\cdot b}&=&k\\{c\cdot x}&=&k\end{matrix}}}
Například dělníci v příkopu, čím více dělníků, tím dříve vykopaný příkop. Řekněme, že 10 dělníků (a) (kde dělník je vlastně jednotkou výkonu, resp. rychlosti kopání v kubících zeminy za hodinu, např. 1 dělník = 0,5 m³/h) vykope příkop za 3 hodiny (b) (čas) a otázka zní, za jak dlouho (x) vykope stejný příkop (objemová konstanta) 6 dělníků (c).
Číslo k je v tomto příkladu objemovou konstantou, která musí být pro náš příklad vždy stejná, která nemusí být vyčíslena a která je dána součinem výkonu, resp. rychlosti (zde v jednotkách dělníků) a času.
Protože nás k nezajímá a je shodná, můžeme rovnice sloučit:
{\displaystyle a\cdot b=c\cdot x}
A vyjádřit x:
{\displaystyle x={{a\cdot b} \over c}}
Vzorečky pro výpočet x jsou odvozeny, můžeme opustit teorii a vydat se do praxe.

### Vlastní postup
Jedná se o mnemotechnický postup, který se učili žáci převážně na základních školách do reformy českého školství v 70. letech 20. století. Přesto se v hojném počtu zachoval do dnešních dob, kdy jej někteří učitelé stále i dnes vyučují.
Žáci nejprve zapíšou:
| a | ..... | b |
| c | ..... | x |

Uvědomí si, že jednotky zapsané pod sebou musejí mít stejnou „jakost“ (zpravidla fyzikální rozměr).
Poté zváží, zda úloha, kterou řeší, je na přímou nebo nepřímou úměrnost.
Dále si žáci nakreslí vpravo od zápisu šipku směrem nahoru (↑). Jde-li o úlohu na přímou úměrnost, nakreslí si vlevo od zápisu šipku souhlasným směrem (↑), jde-li o úlohu na nepřímou úměrnost, bude levá šipka směrem opačným (↓). Pak sestaví zlomky po směru šipek od čitatele ke jmenovateli a položí mezi nimi rovnost (k na levé straně se ihned vykrátí). Vzniklou rovnici pak vyřeší běžným způsobem.
Namísto kreslení šipek si lze také zapamatovat jednoduché „vzorečky“:
- Přímá úměrnost:

{\displaystyle x=b\cdot {c \over a}}
- Nepřímá úměrnost:

{\displaystyle x=b\cdot {a \over c}}

## Příklady

### Přímá úměrnost
Ujede-li automobil za 3 hodiny 240 km, jak daleko dojede za 7 hodin?
Jedná se o příklad pro přímou úměrnost, neboť čím víc času automobil dostane, tím dojede dál. Pomocí pravidla trojčlenky žáci zapíší:
| ↑ | 3 h | ..... | 240 km | ↑ |
| ↑ | 7 h | ..... | x km   | ↑ |

Sestaví a vyřeší rovnici:
{\displaystyle {\begin{matrix}{7 \over 3}&=&{x \over 240}&|\cdot 240\\{{7\cdot 240} \over 3}&=&x\\560&=&x\end{matrix}}}
Odpověď: Pokud automobil nezmění rychlost, ujede za 7 hodin 560 km.

### Nepřímá úměrnost
Stáhne-li za ideálních podmínek modem neměnnou rychlostí 25 kb/s soubor za 240 sekund, jak rychle bude soubor stažen po kabelové síti neměnnou rychlostí 500 kb/s ?
Jedná se o příklad pro nepřímou úměrnost, neboť čím větší bude rychlost připojení, tím kratší (menší) čas bude třeba ke stažení souboru. Pomocí pravidla trojčlenky žáci zapíší:
| ↓ | 25 kb/s  | ..... | 240 sekund | ↑ |
| ↓ | 500 kb/s | ..... | x sekund   | ↑ |

Sestaví a vyřeší rovnici:
{\displaystyle {\begin{matrix}{25 \over 500}&=&{x \over 240}&|\cdot 240\\{{25\cdot 240} \over 500}&=&x\\12&=&x\end{matrix}}}
Odpověď: Po kabelové síti se bude soubor stahovat 12 sekund.

### Pseudografický postup
Pro přímou úměru, o kterou se zpravidla ve skutečnosti jedná, lze postupovat ještě jednodušeji a naprosto spolehlivě, pseudograficky.
Tento postup zároveň umožňuje zapisovat údaje v libovolném pořadí - při zachování vzájemné příslušnosti údajů, zpravidla přesně podle dikce zadání. Např.
1) Chceme vědět A odpovídající B, pokud C odpovídá D.
2) Víme-li A a odpovídající B, zjistěte C příslušné k D.
3) Chceme pro A zjistit B, když C odpovídá D.
Zapíšeme
| A | ... | B |
| C | ... | D |

nebo jako aritmetický zápis
{\displaystyle {A \over B}={C \over D}}

Bez přemýšlení a šipek lze psát vzorečky: hledané rovná se zlomek : jemu blízké v zápisu (sousedící) vynásobí a to vydělí (zapíše se do jmenovatele) protilehlým. Tj. zapisujeme v pořadí od hledaného přes oba blízké po vzdálený a jen se vkládají znaky: rovnítko, násobítko (tečka nebo křížek) a dělítko (dvojtečka, lomítko nebo zlomková čára).
1) A = B . C / D
2) C = A × D : B
3) {\displaystyle B={A\cdot D \over C}}
Příklad s čísly:
Čtyři pracovníci zametli plochu 300 m². Jak velkou plochu by zametlo 13 pracovníků při stejných podmínkách (stejné výkonnosti a době a typu plochy a znečištění atd.)?
Řešení: Zapíšeme zadání přehledně:
| 4 pr.  | ... | 300 m² |
| 13 pr. | ... | X      |

nebo aritmeticky
{\displaystyle {4(pr.) \over 300(m2)}={13(pr.) \over X}}

a bez váhání píšeme vzoreček a výsledek (sousední údaje: 13 pr. a 300 m²; protilehlý: 4 pr.)
X = 13 . 300 / 4 = 975 (m²)

## Složená trojčlenka
Složitá trojčlenka obsahuje více poměrů.
Např.: Dvě tramvaje se otočí třikrát a odvezou 720 lidí. Kolikrát se musí čtyři tramvaje otočit, aby odvezly 960 lidí?
Řešení:
| 2 tr. | ... | 3krát  | ... | 720 lidí |
| 4 tr. | ... | X-krát | ... | 960 lidí |

x/3 = 960/720 (přímá úměrnost) × 2/4 (nepřímá ú.)
x = 2